# Valeriana descolei
Valeriana descolei är en kaprifolväxtart som beskrevs av Borsini. Valeriana descolei ingår i släktet vänderötter, och familjen kaprifolväxter. Inga underarter finns listade i Catalogue of Life.